# Aschiphasmatidae
Aschiphasmatidae - rodzina straszyków, występująca w krainie indomalajskiej.

## Systematyka
Phasmida Species File wymienia jedną podrodzinę Aschiphasmatinae, która dzieli się na 2 plemienia:

### Aschiphasmatini
Brunner von Wattenwyl, 1893
- Abrosoma Redtenbacher, 1906
- Anoplobistus Bragg, 2001
- Aschiphasma Westwood, 1834
- Chlorobistus Bragg, 2001
- Coloratobistus Zompro, 2004
- Dallaiphasma Gottardo, 2011
- Dinophasma Uvarov, 1940
- Duocornubistus Seow-Choen, 2017
- Eurybistus Bragg, 2001
- Kerabistus Bragg, 2001
- Leurophasma Bi, 1995
- Ommatopseudes Günther, 1942
- Orthomeria Kirby, 1904
- Parabrosoma Giglio-Tos, 1910
- Parorthomeria Bragg, 2006
- Pectodajaca Seow-Choen, 2018
- Presbistus Kirby, 1896
- Yongtsuius Bragg, 2001

### Dajacini
Bragg, 2001
- Dajaca, Brunner von Wattenwyl, 1893